# Kniha Abakuk

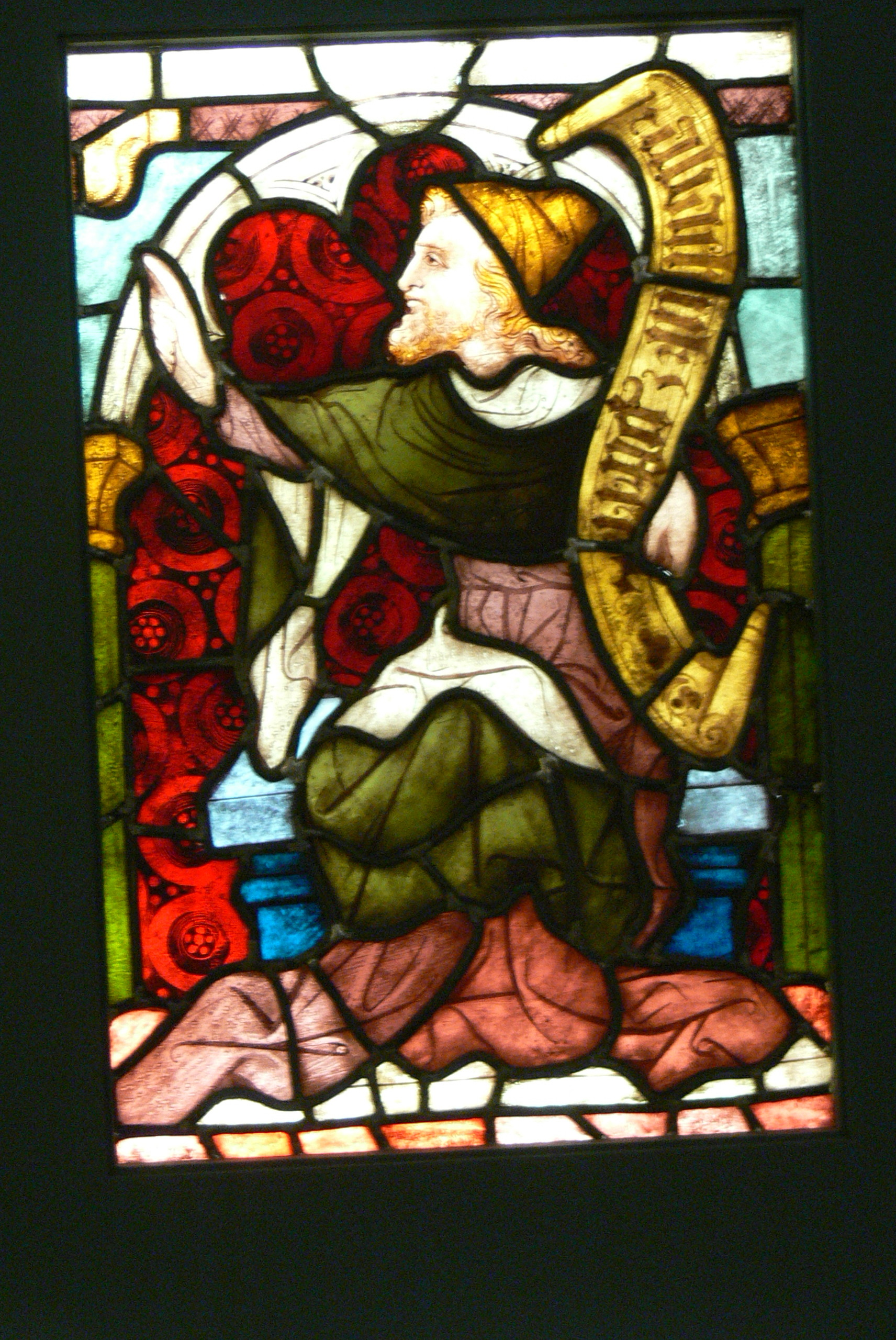
Prorok Abakuk (Salcburk, vitráž)

Kniha Abakuk (hebrejsky חבקוק‎ Chavakuk), někdy též Kniha proroka Abakuka, je jednou z prorockých knih Starého zákona. Řadí se mezi malé proroky a nachází se mezi Nahumem a Sofonjášem.

## Datace knihy
Podobně jako kniha Nahum, i Abakuk reflektuje situaci v Judsku na přelomu 7. a 6. století př. n. l. Prorok Abakuk, označený přímo termínem náví, tj. oficiální prorok, působil pravděpodobně jako chrámový prorok v Jeruzalémě za krále Jójakíma. Jeho výroky pocházejí z doby mezi bitvou u Karchemiše (605 př. n. l.) a prvním dobytím Jeruzaléma a deportací části obyvatel do Babylonie (598 př. n. l.).

## Obsah
První část (1,2 – 2,5) je rozhovor mezi prorokem a Bohem ve vidění. Prorok se ptá na to, jak dlouho ještě bude Bůh snášet násilí. Na to Bůh odpovídá, že již povolává Chaldejce (tj. Babyloňany), aby ztrestal hřích. Na to však zaznívá otázka proroka, že chudí a utiskovaní budou trpět dál, i když rukou někoho jiného. Násilí a utrpení tak bude pokračovat. Výroky reflektují pohnutou a zmatenou dobu politických zvratů na celém Předním Východě z pohledu malého Judska.
Druhá část (2,6 – 20) obsahuje pateré „běda“ proti nejmenovanému tyranovi. Není snadné určit jeho totožnost, dá se aplikovat na všechny tyrany v průběhu tradování textu; přesná datace tedy není možná. Je-li ovšem druhá část pokládána za pokračování části první, je možno tyrana ztotožnit s Babyloňany (Chaldejci).
Třetí část (3,1 – 19) obsahuje zvláštní oddíl nazývaný „Abakukův žalm“, má dokonce vlastní nadpis a liturgickou rubriku (srv. 3,1). Je možné, že pochází ze stejné ruky jako první část, ale není to jisté. Může se jednat o úmyslnou odpověď na otázku v první části, která zůstala v podstatě bez odpovědi. Současně se jedná o reakci na zklamání, které přišlo nutně po nadějné Jóšijášově reformě, která byla utnutá Jóšijášovou smrtí u Megidda (609 př. n. l.). Prorok vyžaduje od Izraelitů víru v naplnění Božích proroctví a trpělivost; reaguje tak na krizi víry.

## Poselství
Abakuk je významný tím, že zdůrazňuje daleko více než ostatní proroci jeho doby víru. Vírou se vyznačují spravedliví, skrze víru budou žít (2,4 - formulace převzatá např. sv. Pavlem). Víra je také to, co odlišuje spravedlivé od bezbožných. Abakuk nevydává ani výroky varovné či odsuzující, jako jeho předchůdci, ani výroky útěšné. Abakuk apeluje na víru, že Bůh v pravý čas pravým způsobem zasáhne; do té doby je třeba mít trpělivost a zůstat věrný. Abakuk tak částečně zpochybňuje tradiční etický obraz Boha a je tak předstupněm např. ke knize Jób.

## Deuterokanonický příběh o Abakukovi
V deuteronanických knihách (které uznávají některé židovské a křesťanské církve), konkrétně "přídavcích ke knize Daniel", se odehrává,kde prorok Abakuk zachraňuje biblického Daniela, shozeného do lví jámy. Muslimové tentýž příběh tradují i postavy Jeremjáše.
"V Judsku byl prorok Abakuk. Ten připravil pokrm, vložil do košíku chleby a šel na pole, aby to donesl žencům. Hospodinův anděl řekl Abakukovi: „Pokrm, který máš, zanes do Babylónu Danielovi do lví jámy!“ Abakuk namítl: „Pane, Babylón jsem nikdy neviděl a o žádné lví jámě nevím!“ Hospodinův anděl ho tedy uchopil za kštici, držel ho za vlasy a prudkostí svého ducha jej donesl do Babylónu nad jámu. Abakuk zvolal: „Danieli, Danieli, vezmi si pokrm, Bůh ti jej posílá.“ Daniel řekl: „Ty sis na mne vzpomněl, Bože! Neopouštíš ty, kdo tě milují.“ Potom vstal a najedl se. Abakuka však anděl Boží dopravil ihned zpátky do jeho domova." Přídavky k Danielovi, deuterokanonické knihy